# Arnarvatnsheiði
Vous pouvez aider à l'améliorer ou bien discuter des problèmes sur sa page de discussion.
- Il ne cite pas suffisamment ses sources. Vous pouvez indiquer les passages à sourcer avec {{référence nécessaire}} ou {{Référence souhaitée}}, et inclure les références utiles en les liant aux notes de bas de page. (Marqué depuis mai 2025)
- Il est orphelin : moins de trois articles lui sont liés. Aidez à ajouter des liens en plaçant le code [[Arnarvatnsheiði]] dans les articles relatifs au sujet. (Marqué depuis mai 2025)

- Archive Wikiwix
- Bing
- Cairn
- DuckDuckGo
- E. Universalis
- Gallica
- Google
- G. Books
- G. News
- G. Scholar
- Persée
- Qwant
- (zh) Baidu
- (ru) Yandex
- (wd) trouver des œuvres sur Wikidata

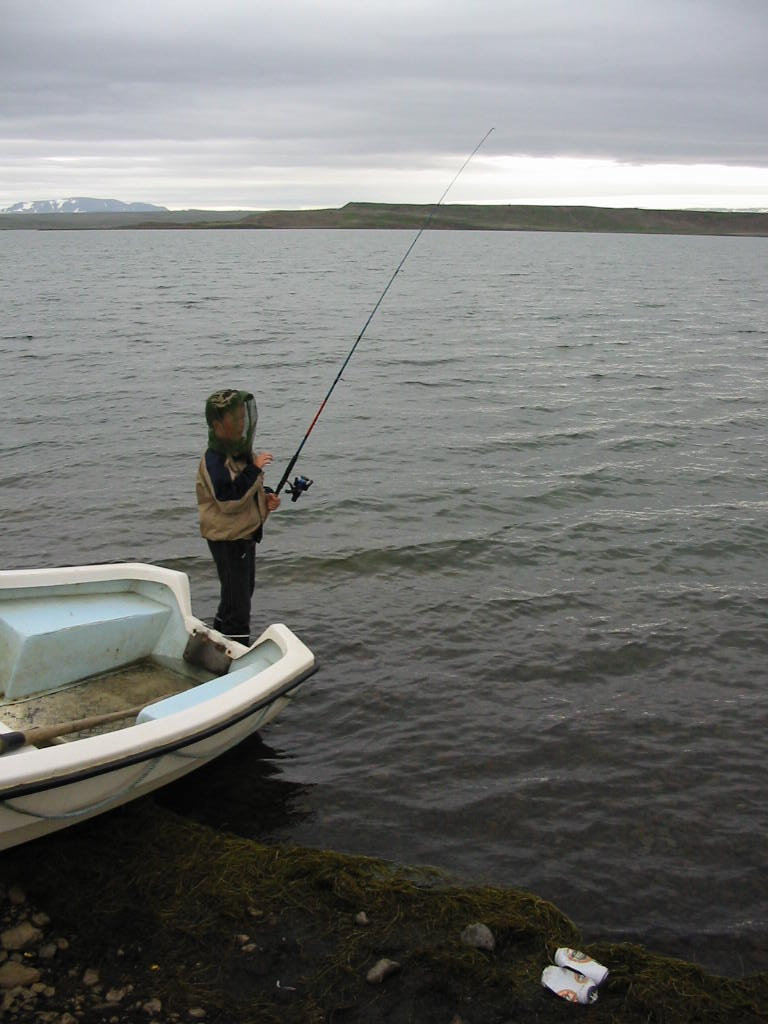
Jeune garçon pêchant en Arnarvatnsheiði, 2004.

Arnarvatnsheiði est un plateau dans l'ouest de l'Islande. 
Il est situé au nord-est de la vallée Reykholtsdalur et au nord de Húsafell. 
À l'est de l'Arnarvatnsheiði se trouvent les caves Surtshellir, dans un champ de lave. Des histoires racontent la vie de quelques hors-la-loi qui s'y étaient réfugiés dans le passé[réf. nécessaire].